# Bertalan Tóth
Bertalan Tóth (Pécs, 10 novembre 1975) è un politico e avvocato ungherese, leader del Partito Socialista Ungherese in seguito alle dimissioni di Gyula Molnár da capo del partito nel 2018.

## Biografia
Tóth si è laureato in giurisprudenza all'Università di Pécs nel 2000. In seguito ha iniziato a lavorare come avvocato, nel 2004 ha ottenuto le qualifiche professionali, quindi ha iniziato ad esercitare la professione di avvocato.
In seguito ha iniziato ad essere coinvolto in attività politiche iscrivendosi al Partito Socialista Ungherese nel 1992. È stato presidente del partito a Pécs. Dal 2002 al 2014 ha fatto parte del consiglio comunale di Pécs, e ne è stato anche vice-sindaco.
Nel 2014 è stato nominato deputato all'assemblea nazionale per la sua prima volta per conto del ministero degli affari esteri ungherese. Nel 2018 ha presentato la sua domanda di rielezione. Nel giugno 2018 è stato eletto presidente del Partito Socialista Ungherese.